# Judas Iscariot
Judas Iscariot (v překladu z angličtiny Jidáš Iškariotský) byla americká blackmetalová kapela z města DeKalb v Illinois, která vznikla v roce 1992 jako sóloprojekt multiinstrumentalisty Andrewa Harrise používajícího pseudonym Akhenaten (podle egyptského faraona Achnatona). Hrála misantropický black metal ve stylu norských Darkthrone. Logo Judas Iscariot je vyvedeno v gotickém písmu charakteristickém pro blackmetalové kapely.
Debutové studiové album s názvem The Cold Earth Slept Below... vyšlo v roce 1996 pod hlavičkou amerického vydavatelství Moribund Records. V roce 1999 Akhenaten najal sezónního bubeníka Duana Timlina (s pseudonymem Cryptic Winter). V letech 1999–2000 vystupoval dvakrát živě se sestavou složenou z členů kapel Nargaroth, Krieg, Absu a Maniac Butcher. V srpnu 2002 Akhenaten činnost Judas Iscariot ukončil.

## Diskografie
Dema
- Heidegger (1992)
- Demo (1993)

Studiová alba
- The Cold Earth Slept Below... (1996)
- Thy Dying Light (1996)[1]
- Of Great Eternity (1997)[1]
- Distant in Solitary Night (1999)
- Heaven in Flames (1999)[1]
- The Cold Earth Slept Below... (2002)
- To Embrace the Corpses Bleeding (2002)
- An Ancient Starry Sky (2018) – nevydané album z roku 1998

EP
- "Arise, My Lord..." (1996)
- Dethroned, Conquered and Forgotten (2000)
- March of the Apocalypse (2002)
- Moonlight Butchery (2002)
- Midnight Frost (To Rest with Eternity) (2003)

Kompilační alba
- From Hateful Visions (2000)
- Аветињски плес сабласти (2002) – audiokazeta, limitovaná edice pro Srbsko a Makedonii

Živá alba
- Under the Black Sun (2000)

Split nahrávky
- Judas Iscariot / Weltmacht (1999) – split audiokazeta, obsahuje album Heaven in Flames od Judas Iscariot a demo Ancient Hatred kapely Weltmacht
- None Shall Escape the Wrath (2000) – split CD společně s kapelami Krieg, Eternal Majesty a Macabre Omen
- To the Coming Age of Intolerance (2001) – split 7" vinyl s americkou kapelou Krieg